# طومار كندي
طومار كندي هي قرية في مقاطعة تكاب، إيران. يقدر عدد سكانها بـ 0 نسمة بحسب إحصاء 2016.